# Cosmosatyrus leptoneuroides
Cosmosatyrus leptoneuroides är en fjärilsart som beskrevs av Felder 1867. Cosmosatyrus leptoneuroides ingår i släktet Cosmosatyrus och familjen praktfjärilar. Inga underarter finns listade i Catalogue of Life.